# Бонниер, Давид Феликс
Давид Феликс Бонниер (швед. David Felix Bonnier, 1 июня 1822, Копенгаген, Дания — 1 мая 1881, Гётеборг, Вестра-Гёталанд, Швеция) — шведский книготорговец и редактор. В 1858—1859 годах он основал Göteborgs-Posten.

## Биография
Давид был сыном Герхарда Бонниера и братом Адольфа и Альберта Бонниера.
Давид Бонниер основал в 1859 году Göteborgs-Posten. Газета была основана как конкурент Göteborgs Handels- och Sjöfartstidning, тогда самого крупной газеты в Гётеборге с ежедневным тиражом 3000 экземпляров. В 1872 году Бонниер продал акции компании Göteborgs-Posten Фредрику Окерблому за 100 000 риксдалеров. Таким образом, GP исчезла из того, что впоследствии станет Bonnier Group.
Он был женат на Шарлотте Бенеке (1828—1922), в браке с которой родились дети Элиз, Элен Анна, Алида и Кнут Феликс Бонниер (1831—1942).